# Lycoriella secundaria
Lycoriella secundaria är en tvåvingeart som beskrevs av Werner Mohrig och Menzel 1990. Lycoriella secundaria ingår i släktet Lycoriella och familjen sorgmyggor. Inga underarter finns listade i Catalogue of Life.